# Airbus A310
De Airbus A310 is een widebody-verkeersvliegtuig van Airbus.

## Historie
Na het oprichten van Airbus Industrie begin jaren zeventig was duidelijk dat het consortium op termijn niet kon overleven met alleen de A300. Daarom werd er al vanaf het begin een reeks modellen voorzien. Een van de voorgestelde toekomstprojecten was de A300B10, een ingekorte versie van de A300. Airbus besloot in 1978 dit vliegtuigtype, inmiddels aangeduid als A310, daadwerkelijk te gaan ontwikkelen en produceren.
Voor de A310 gebruikte Airbus dezelfde rompsegmenten als voor de A300. Wel kreeg de A310 een nieuwe, kleinere vleugel en een kleiner stabilo. Latere toestellen zijn voorzien van kleine winglets aan de vleugeltippen ter verbetering van de aerodynamische eigenschappen.
Een belangrijke ontwikkeling met de komst van de A310 was de introductie van de digitale cockpit. De wijzerplaatjes van allerlei instrumenten maakten plaats voor beeldschermen, waarop de piloten de vlieggegevens aflezen. De toenemende automatisering had tot gevolg dat er voor de boordwerktuigkundige geen werk meer was. De boordwerktuigkundigen lieten zich echter niet zonder slag of stoot uit de cockpit zetten. Zij vonden een zo groot vliegtuig met een cockpitbemanning van slechts twee vliegers niet veilig. Hun protesten leidden ertoe dat een aantal A310-toestellen, onder andere bij Air France, toch nog enige tijd vloog met drie man in de cockpit.

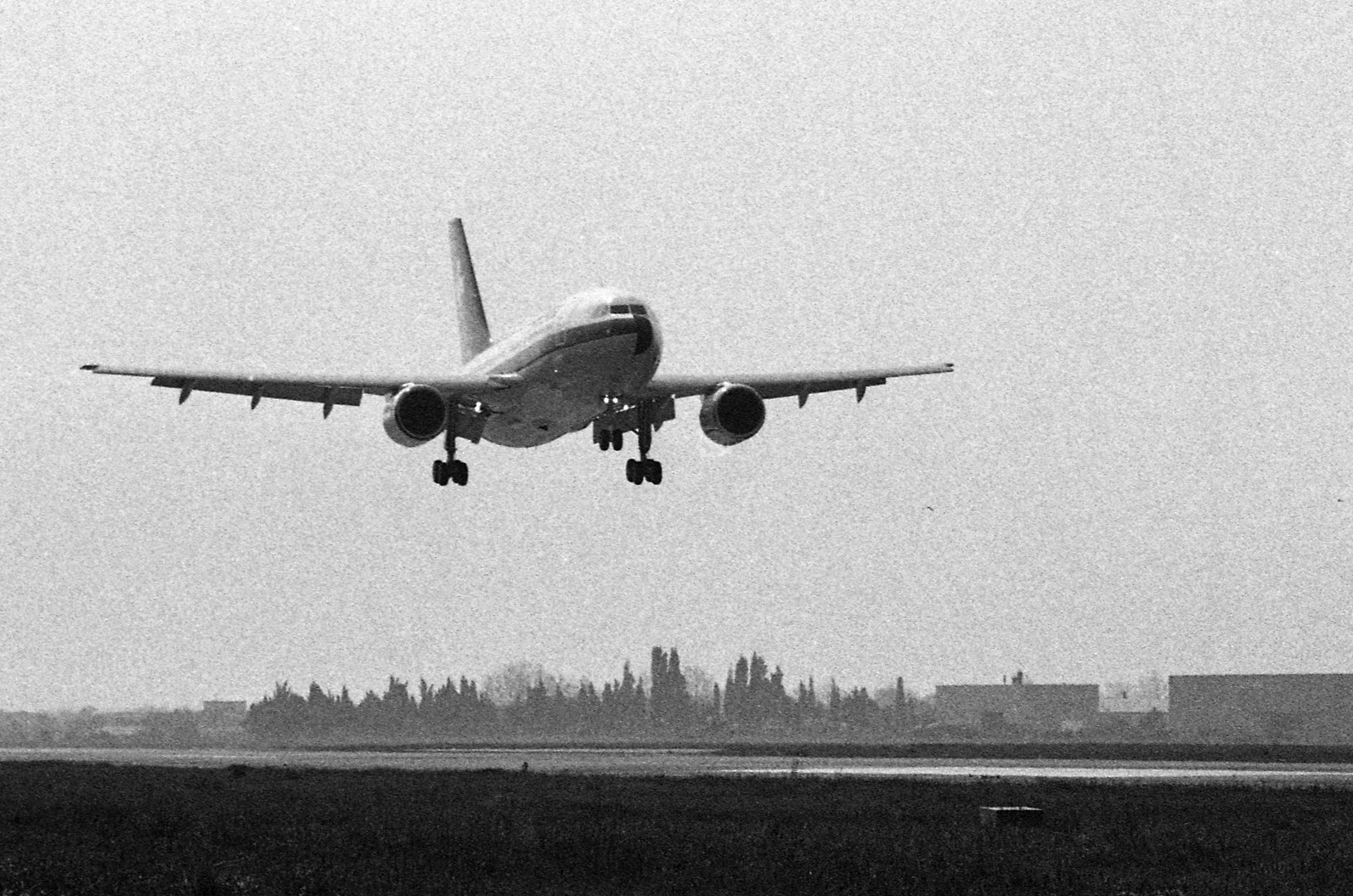
Eerste vlucht, 3 april 1982

De Airbus A310 maakte de eerste vlucht op 3 april 1982 en kwam in april 1983 in dienst bij Swissair en Lufthansa. De standaardversie van de Airbus A310 werd de A310-200. Later kwam er een uitvoering voor langere afstanden, de A310-300, met voldoende vliegbereik om bijvoorbeeld de Atlantische Oceaan over te steken. Ruimte voor extra brandstof werd onder meer gevonden in het horizontale staartvlak.

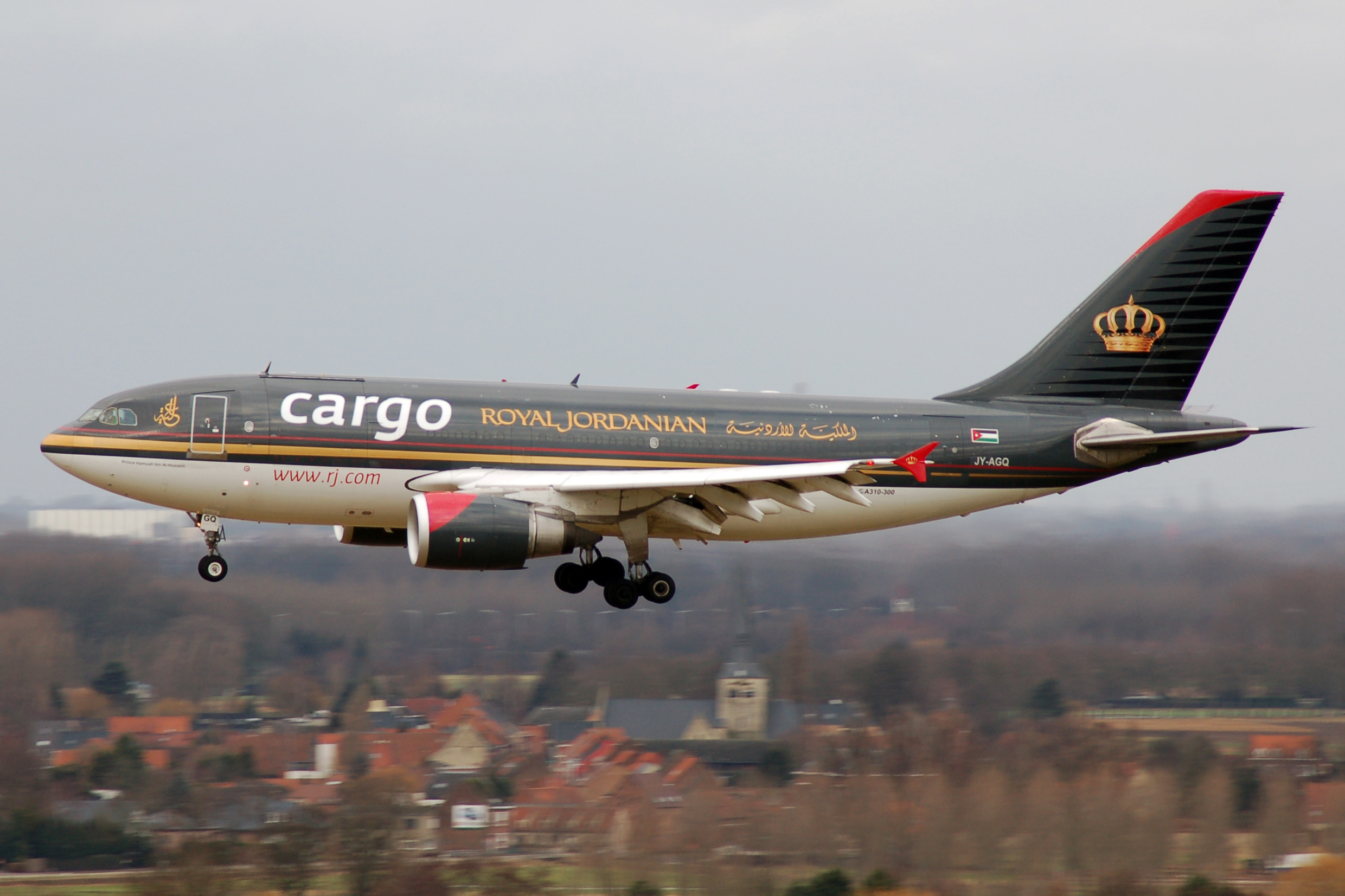
Airbus A310-300

## Concurrentie
De voornaamste concurrent van de Airbus A310 werd de gelijktijdig ontwikkelde Boeing 767. Een verschil is dat de A310 een bredere romp heeft, waardoor er in de economyklasse acht passagiers naast elkaar kunnen zitten tegen zeven in de 767. Dankzij de grotere rompdiameter kan de A310 in het vrachtruim twee rijen LD3 vracht- en bagagecontainers meenemen, die uitwisselbaar zijn met de Boeing 747, DC-10, Lockheed L-1011 TriStar en A300. In het smallere vrachtruim van de 767 past maar één rij van die containers, wat ruimteverlies geeft. Voor de 767 worden daarom vaak containers gebruikt van een afwijkend model. De mogelijkheid om optimaal LD3 containers te kunnen meenemen maakte de A310 geschikter voor maatschappijen die veel vracht vervoeren in de 'buik' van hun passagiersvliegtuigen. Voor de KLM was dit een belangrijke overweging om voor de A310 te kiezen. Voor Amerikaanse maatschappijen was vrachtvervoer niet zo belangrijk en zij kozen dan ook massaal voor de 767, dat uiteindelijk een succesvoller toestel is gebleken.

## Airbus A310 MRTT

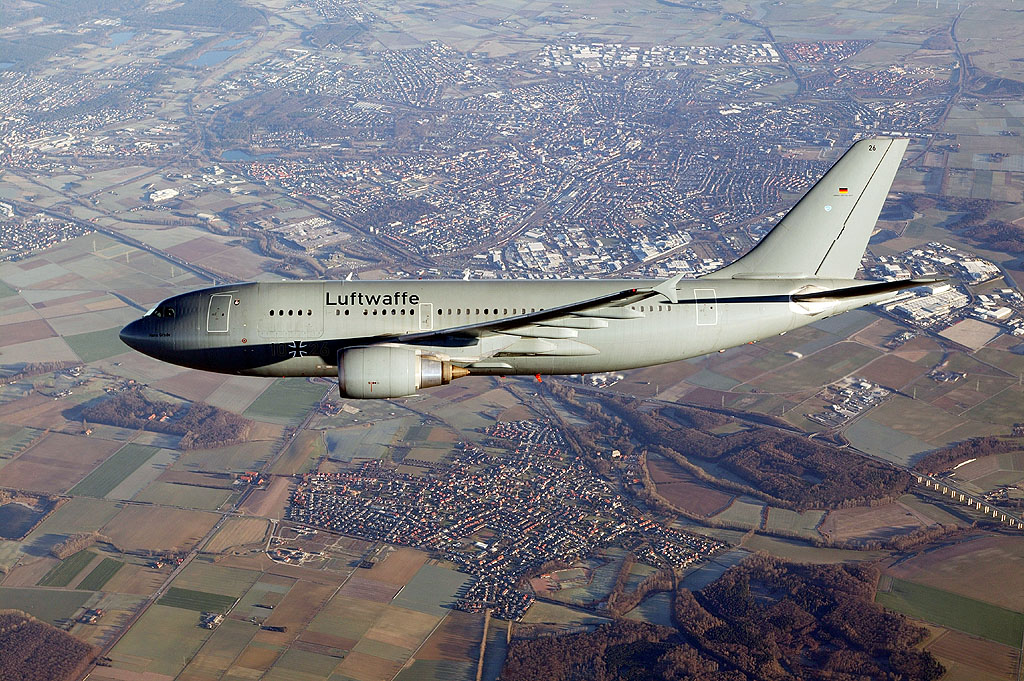
Een Airbus A310 MRTT in de rol van medisch evacuatievliegtuig

De Airbus A310 MRTT (Multi Role Tanker Transport) is de aanduiding voor de tankerversie van de Airbus A310, waarmee andere vliegtuigen al vliegende kunnen worden bijgetankt. Daarnaast is er voor de Canadese strijdkrachten een speciale variant ontwikkeld, de Airbus CC-150 Polaris. De MRTT is ontwikkeld als ombouw voor de reguliere versie van de Airbus A310. De eerste gebruiker van de A310 MRTT was de Luftwaffe. De Luftwaffe bouwde vier van haar zeven vracht-A310's om tot tanker. Het bijtanken gebeurt middels een flexibele koppeling met een slang die wordt gevierd vanuit de vleugeltippen, het in NAVO-verband gestandaardiseerde hose and drogue-systeem. De A310 MRTT wordt langzamerhand vervangen door de Airbus A330 MRTT, die meer capaciteit en modernere techniek bezit.

## Klanten

### België
In België vloog Sabena met de A310. Hiernaast had de Belgische luchtmacht 2 Airbussen A310 in zijn bezit, deze toestellen werden in 2009 vervangen door een Airbus A330.

### Nederland
In Nederland vlogen de KLM en Martinair met de Airbus A310. De KLM ontving in 1983, 1984 en 1985 tien A310-200 toestellen. Martinair ontving in diezelfde  periode twee toestellen, waaronder het enige exemplaar dat als combi is gebouwd. Vanwege een arbeidsconflict over het verdwijnen van boordwerktuigkundigen kon de KLM er eerst enige tijd niet mee vliegen. In 1996-1997, toen veel vracht in Europa voortaan met vrachtauto's werd vervoerd in plaats van in vliegtuigen, verving de KLM de Airbussen door Boeing 767-300's, die vanwege het grotere vliegbereik ook breder inzetbaar waren. De KLM en Martinair toestellen kwamen na ombouw tot vrachtvliegtuig in dienst bij het Amerikaanse koeriersbedrijf Federal Express.

## Technische gegevens
- Lengte: 46,66 m
- Spanwijdte: 43,90 m
- Hoogte: 15,80 m
- Aantal motoren: 2
- Soort motoren: Pratt & Whitney JT9D, Pratt & Whitney PW4152, General Electric CF-6-80
- Plafond: FL350 / 10 700 m
- Kruissnelheid: Mach 0,84

## Vliegbereik
| Naam     | Soort             | Vliegbereik  | ICAO | IATA |
| -------- | ----------------- | ------------ | ---- | ---- |
| A310-200 | basismodel        | 6700 km      | A310 | 312  |
| A310-300 | verbeterde versie | 8000-9700 km | A310 | 313  |

## Incidenten en ongelukken
- Aeroflot vlucht 593 stortte op 23 maart 1994 neer in Siberië nadat de piloot zijn zoon even liet vliegen en deze per ongeluk de automatische piloot de-activeerde en het vliegtuig naar rechts liet "rollen". Te laat werd dit onderkend, en de co-piloot was niet in staat om het vliegtuig te corrigeren naar horizontale vlucht omdat zijn stoel te ver naar achteren stond. Het vliegtuig raakte in een tolvlucht en verongelukte.
- In 2000 verongelukte een Kenya Airways-toestel in Ivoorkust, waarbij 169 van de 179 mensen aan boord omkwamen. Dit was het hoogste aantal slachtoffers met een Airbus 310.
- Op 9 juli 2006 schoof Vlucht 778 van S7 Airlines tegen een betonnen muur na de landing in Irkoetsk, Rusland. Ten minste 118 van de 192 inzittenden kwamen om. Dit was de zevende vliegramp met een A310 sinds 1992 en de tweede naar aantal slachtoffers.
- Op 12 maart 2007, bij vlucht 006 van Biman Bangladesh Airlines, met 236 passagiers en bemanning aan boord, brak tijdens het versnellen op de startbaan van de luchthaven van Dubai het neuswiel af. Het vliegtuig kwam tot stilstand aan het einde van de startbaan.
- Op 10 juni 2008 explodeerde een A310 van Sudan Airways aan het eind van de landingsbaan in de Soedanese hoofdstad Khartoem. Minstens 28 mensen kwamen om het leven.
- Op 30 juni 2009 crashte een A310 met registratie 7O-ADJ van de Jemenitische vliegmaatmaatschappij Yemenia met 153 mensen aan boord bij de eilandengroep Comoren voor de Afrikaanse oostkust (zie: Yemenia-vlucht 626). Dit is het op 1 na ergste ongeval met een Airbus A310 sinds 1994. Waarschijnlijk zijn er 152 mensen omgekomen.